# Vincent USA
Vincent USA is een merk van motorfietsen.
Vincent Motors USA, San Diego. 
Amerikaans bedrijf van Barney Li dat in 2002 vijf prototypes presenteerde die gebaseerd waren op oude Vincent-HRD-modellen, maar voorzien waren van een Honda RC 51-blok. 